# Joe Borg
Joseph Borg, detto Joe (19 marzo 1952), è un giurista e politico maltese.
È stato commissario europeo e ministro.

## Carriera professionale
A partire dal 1979 Borg ha ricoperto una serie di incarichi accademici presso l'università di Malta, occupandosi soprattutto di diritto privato, diritto industriale e diritto europeo. Ha anche svolto vari incarichi come consulente legale.
Dal 1989 al 1995 Borg fu consigliere del ministro degli esteri di Malta per le questioni riguardanti l'Unione europea. Dal 1992 al 1995 ha fatto parte anche del comitato dei direttori della banca centrale di Malta.

## Carriera politica

### Carriera a livello nazionale
Nel 1995 Borg venne eletto al Parlamento per conto del Partito nazionalista, un partito di centro-destra. Tra il 1998 e il 1999 si occupò di affari esteri e nel 1999 venne nominato ministro degli esteri. Occupò tale carica fino al 2004, gestendo direttamente i negoziati e la preparazione dell'ingresso di Malta nell'Unione europea.

### Carriera a livello europeo
Il 1º maggio 2004, appena Malta entrò a far parte della UE, Borg venne nominato commissario europeo ed entrò a far parte della Commissione Prodi, affiancando Poul Nielson come commissario per lo sviluppo e gli aiuti umanitari. Borg venne riconfermato come membro maltese della Commissione anche nella Commissione Barroso I, nel cui ambito si occupò degli affari marittimi e della pesca dal 2004 al 2010.
Come commissario per gli affari marittimi e la pesca, Borg cercò di rafforzare la politica marittima integrata, riformare la politica della pesca e lottare contro la pesca illegale per raggiungere la sostenibilità della pesca. Borg si oppose duramente alle richieste di messa al bando della pesca del tonno rosso.

## Vita privata
Borg è sposato e ha due figli.